# Дєдінський потік (притока Кетського потоку)
Дєдінський потік (словац. Dedinský potok) — річка в Словаччині, права притока Кецкого потоку, протікає в округах Нові Замки і Левиці.
Довжина приблизно 8.5-9.0 км. Витік знаходиться в масиві Подунайські пагорби (геоморфологічна підодиниця Гронські пагорби); на висоті близько 195 метрів.
Протікає територією сіл Дєдінка і Чака. Впадає у Кецкий поток на висоті приблизно 153-155 метрів.